# Pertusaria rubefacta
Pertusaria rubefacta är en lavart som beskrevs av Erichsen. Pertusaria rubefacta ingår i släktet Pertusaria och familjen Pertusariaceae.   Inga underarter finns listade i Catalogue of Life.

## Källor

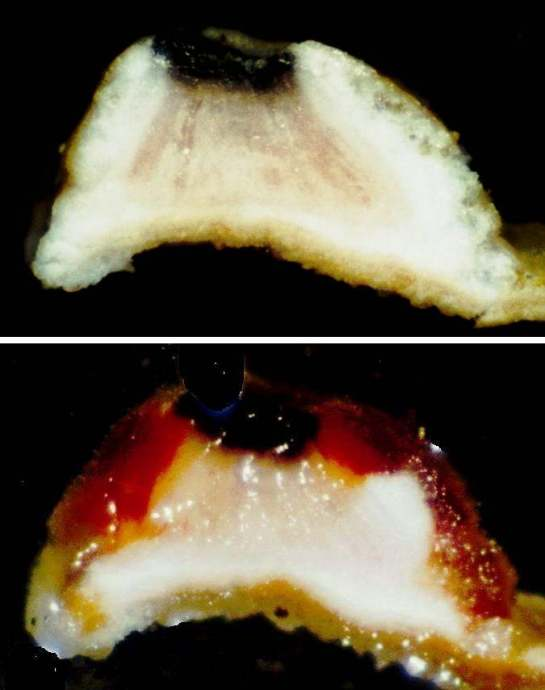
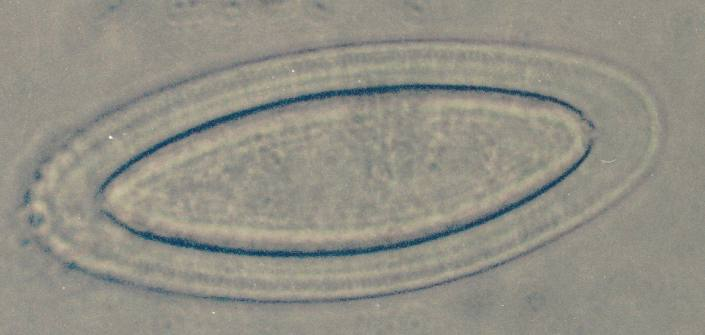
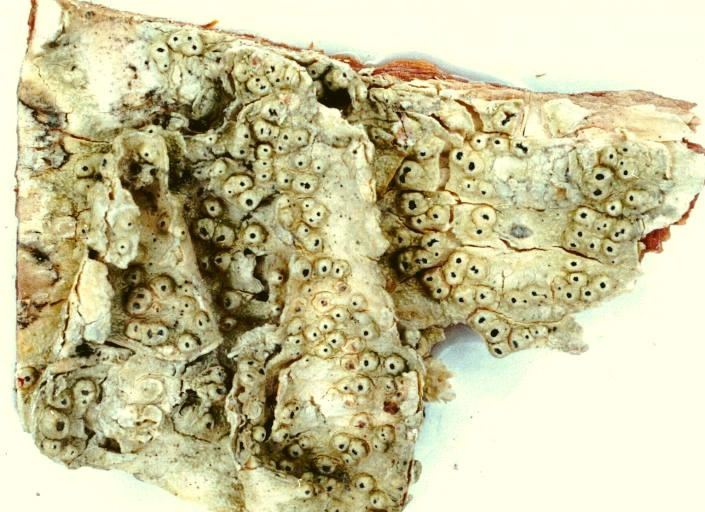